# Тихе озеро
Ти́хе о́зеро — заплавне озеро у Сосницькому районі Чернігівської області, на лівому березі Десни (басейн Дніпра), на північний схід[джерело?] від с. Спаського. Протокою Спаська стариця сполучене з Десною.
Довжина до 2 км, ширина 800 м, площа 0,16 км², глибина 3—4 м. Улоговина має гачкоподібну форму. Південні береги підвищені, порослі вільхою та вербами, північні — низькі, вкриті лучною рослинністю, подекуди заболочені. Живлення мішане та за рахунок водообміну з Десною.
Температура води влітку від +19,5, +20 °C на глибині 0,5 м, до +11, +12,5 °C на глибині 3,5 м. Взимку замерзає. Прозорість води 1 м. На дні озера — мулисто—піщані відклади.
Водяться краснопірка, лящ, окунь, плоскирка, плітка.
У прибережних заростях — гніздування ставкової і дроздовидної очеретянки, погонича, чорного крячка, кобилочок.
Озеро та його береги — місце рибальства та мисливства.